# آرامگاه شمس تبریزی
آرامگاه شمس تبریزی از مکان‌های گردشگری و زیارتی خوی در استان آذربایجان غربی که محل مدفن شمس تبریزی است. و همه ساله علاقه‌مندان شمس تبریزی از خوی و دیگر شهرهای ایران و حتی کشورهای همسایه در مراسمی بزرگداشت این صوفی و عارف را گرامی می‌دارند.

## تاریخچه

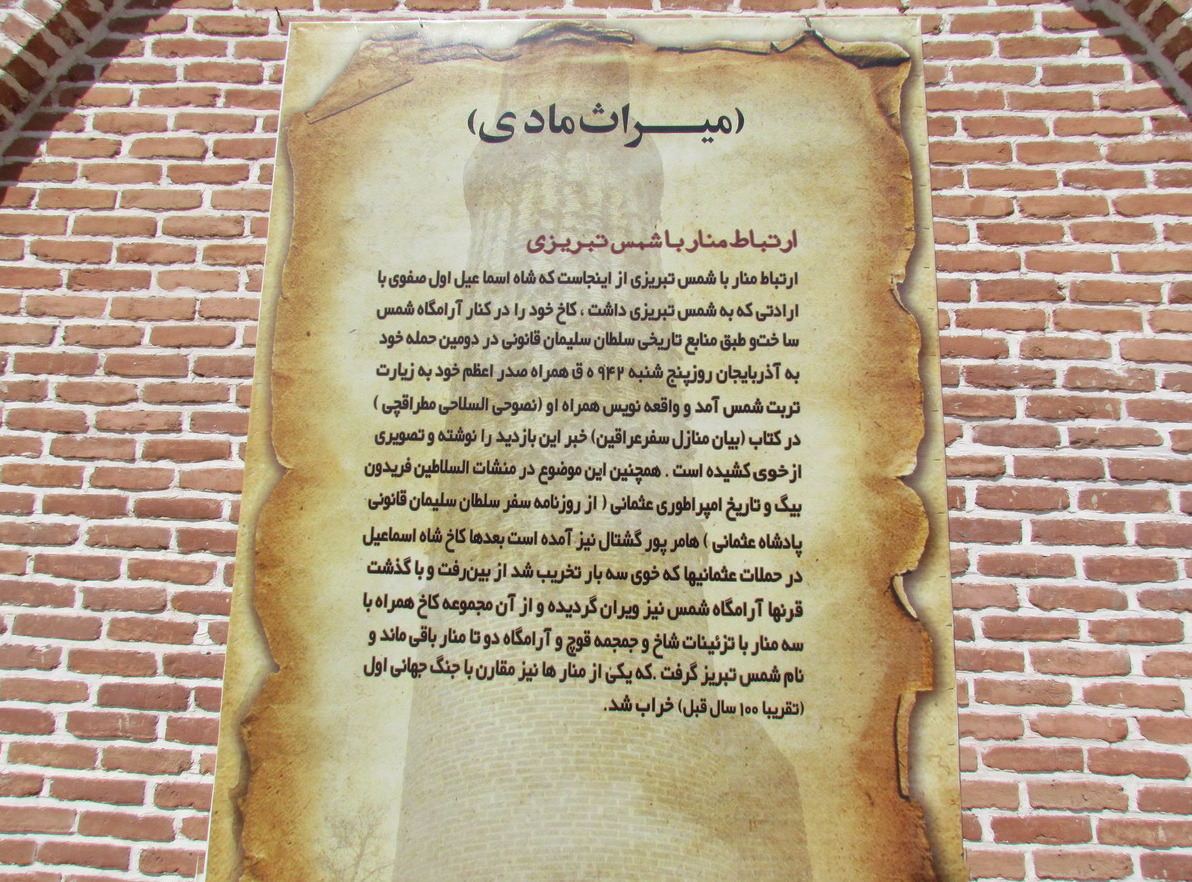
در توضیح مناره

دربارهٔ مقصد واپسین سفر شمس تبریزی از قونیه، در منابع چیزی نیامده است، اما از اینکه در منابع قدیمی مزار او را در شهر خوی، نشان داده‌اند معلوم می‌شود که او به‌طور مستقیم یا غیر مستقیم به خوی رفته‌است. قدیم‌ترین جایی که از وجود مدفن شمس تبریزی در خوی ذکری رفته در مجمل فصیحی (تألیف شده در ۸۴۵) است که در حوادث سال ۶۷۲ می‌نویسد: «وفات مولانا شمس‌الدین تبریزی مدفوناً به خوی.» اما گزارش معتبر دیگر در این‌باره، در منشآت‌السلاطین فریدون بیک است که در گزارش لشکرکشی سلیمان اول سلطان عثمانی به ایران در بازگشت او از تبریز به دیار روم آورده‌است که در سه روزی که در تابستان ۹۴۲ در خوی گذرانیده سلطان عثمانی «با حضرت سرعسکر سوار شدند و به زیارت مزار شریف حضرت شمس تبریزی مشرف گردیدند.».

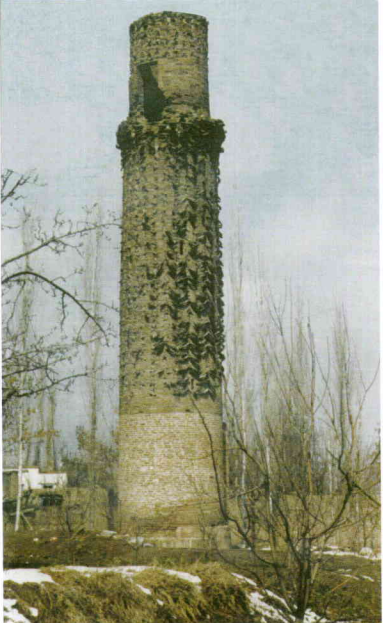
تصویری تاریخی از منار شمس تبریزی

محمدعلی موحد مدفون بودن شمس در خوی را به دلیل وجود مقبره‌ای با یک مناره در خارج از شهر خوی که از آغاز سدهٔ پانزدهم میلادی به «منارهٔ شمس تبریزی» معروف بوده، معتبر می‌داند. بر اساس سفرنامه‌های سیاحان اروپایی که از آذربایجان دیدن کرده‌اند، مقبره پیشتر دو مناره داشته که همین اواخر یکی از آن دو بر اثر عوامل طبیعی فرو ریخته‌است. محمد امین ریاحی هم در کتابش دربارهٔ تاریخ شهر خوی به شرح دیدار سلطان سلیمان قانونی و وزیر اعظمش از خوی و زیارت آرامگاه شمس می‌پردازد و می‌گوید که عثمانیان به روایت افلاکی در مناقب‌العارفین مبنی بر دفن شمس در قونیه اعتقاد نداشته‌اند هرچند امروزه صنعت گردشگری جمهوری ترکیه قویاً از موضع افلاکی دفاع می‌کند.
از میان محققان ایرانی، بدیع‌الزمان فروزانفر و محمدعلی تربیت منکر دفن شمس در خوی‌اند. در متن سفرنامهٔ کلاویخو (فرستادهٔ ویژهٔ دربار انریکه سوم، پادشاه کاستیا به سوی دربار تیمور در سمرقند) او و همراهانش چهار شب در خوی می‌مانند (ژوئن ۱۴۰۳ میلادی، خرداد ۷۸۲ خورشیدی) ولی هیچ اشاره‌ای به مزار شمس نمی‌شود. همچنین، ادوارد براون (خاورشناس بریتانیایی) و همراهانش، در مسیر سرحد ایران به تبریز، سه شب در خوی می‌مانند (اکتبر ۱۸۸۷ میلادی، آبان ۱۲۶۶ خورشیدی) ولی هیچ اشاره‌ای به مزار شمس نمی‌شود.
فرانکلین لوئیس با توجه به کثرت روایات متضاد و متناقض، شناسایی مدفن شمس به گونه‌ای مطمئن و دقیق را بعید می‌داند. به گفتهٔ او اگرچه مدرکی قانع‌کننده دال بر صحت دفن شمس در خوی وجود ندارد، اما مدرکی هم در رد آن موجود نیست. او با توجه به قدیمی بودن منار مقبرهٔ شمس در خوی که سابقهٔ آن حداقل به سال ۱۴۰۰ میلادی بر می‌گردد و با نظر به عدم وجود هرگونه مدرک ناقض آن، خوی را آخرین اقامتگاه شمس در نظر می‌گیرد.
علیرضا مقدم، عضو هیئت علمی گروه عرفان دانشنامهٔ اسلام، به دست‌نوشته‌ای از کتابخانهٔ حسن پاشا در چوروم ترکیه برخورده که «گمان می‌برد یکی از کهن‌ترین نشانه‌های حضور شمس تبریزی در خوی و بلکه کهن‌ترین آن‌ها باشد». در این نسخهٔ خطی آمده که خواجه علاءالدین علی، از مشایخ طریقت صفوی، چون مرگ خود را نزدیک دید خواست خلیفه‌ای برگزیند و ابوحامد حمیدالدین آقسرایی، معروف به سومونجو بابا، را مناسب یافت. پس حلقهٔ مریدان و درویشانش را به «مکانی که در قصبه خوی به مقام شمس تبریزی معروف و زیارتگاه و تفرجگاه آنان بود» برد و پس از سه روز ذکر، ابوحامد را به عنوان خلیفهٔ خود روانهٔ روم ساخت. علیرضا مقدم نتیجه می‌گیرد که حدود ۱۰۰ سال پس از غیبت شمس در خوی مکانی وجود داشته که محل تجمع و رقص و سماع صوفیان بوده و به نام مقام شمس تبریزی معروف بوده‌است.
مزار شمس تبریزی در خوی در دهه‌های اخیر مورد توجه قرار گرفت و برای بازسازی آن اقدام شد.

## کنگره بین‌المللی شمس در خوی
یکی از نمادهای خوی آرمگاه شمس تبریزی است - خوی شهر عشق مرید مولانا شمس تبریزی است.
اولین کنگره بین‌المللی شمس تبریزی در خوی در سال ۱۳۸۹ با حضور بیش از ۴۰ بازیگر معروف از خانه سینمای ایران چون (علی نصیریان پرویز پرستویی ،هانیه توسلی، حمید جبلی و…) و آوازخوانی‌های شهرام ناظری، مختاباد، سراج سالار عقیلی و… و چهره بین‌المللی با نام عالیم قاسیم اوف- کلید خورد؛ که هرساله و در سال ۱۳۹۴ کنگره شمس برای چندمین بار به صورت بین‌المللی به روی صحنه می‌رود؛ که مصادف است با ۷ مهر ماه که هرساله مهمانان و گردشگرانی از کشورهای: آلمان بلغارستان، ترکیه، آذربایجان، پاکستان و… به مدت یک هفته برگزار می‌شود که از جمله برنامه‌های فرهنگی شاد و نمایشگاه و کنسرت‌ها از جمله برنامه‌های یاد شده در بزرگداشت روز شمس تبریزی در شهرهای خوی، تبریز، شیراز و نیشابور می‌باشد.

## نگارخانه

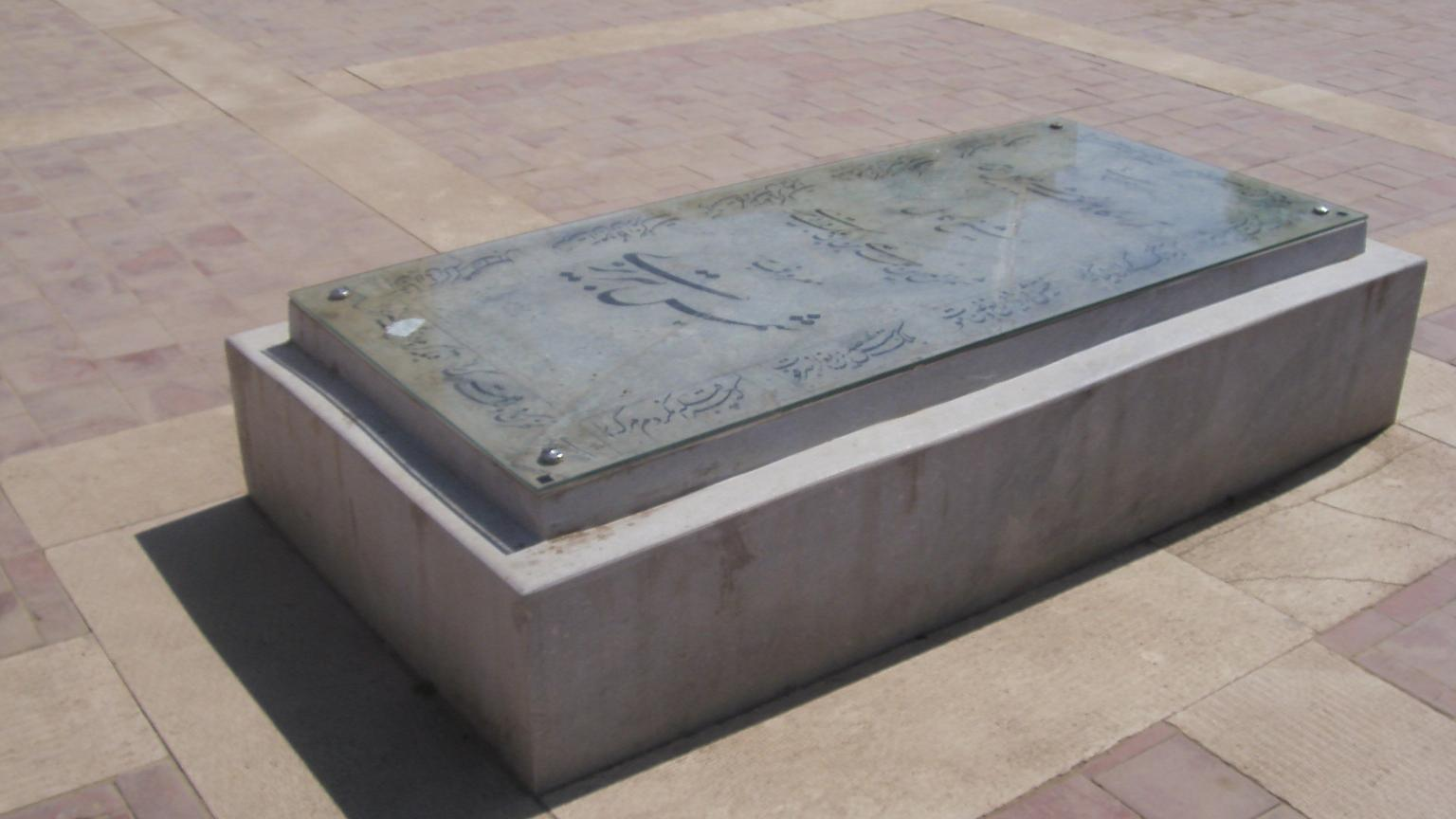
آرامگاه شمس تبریزی
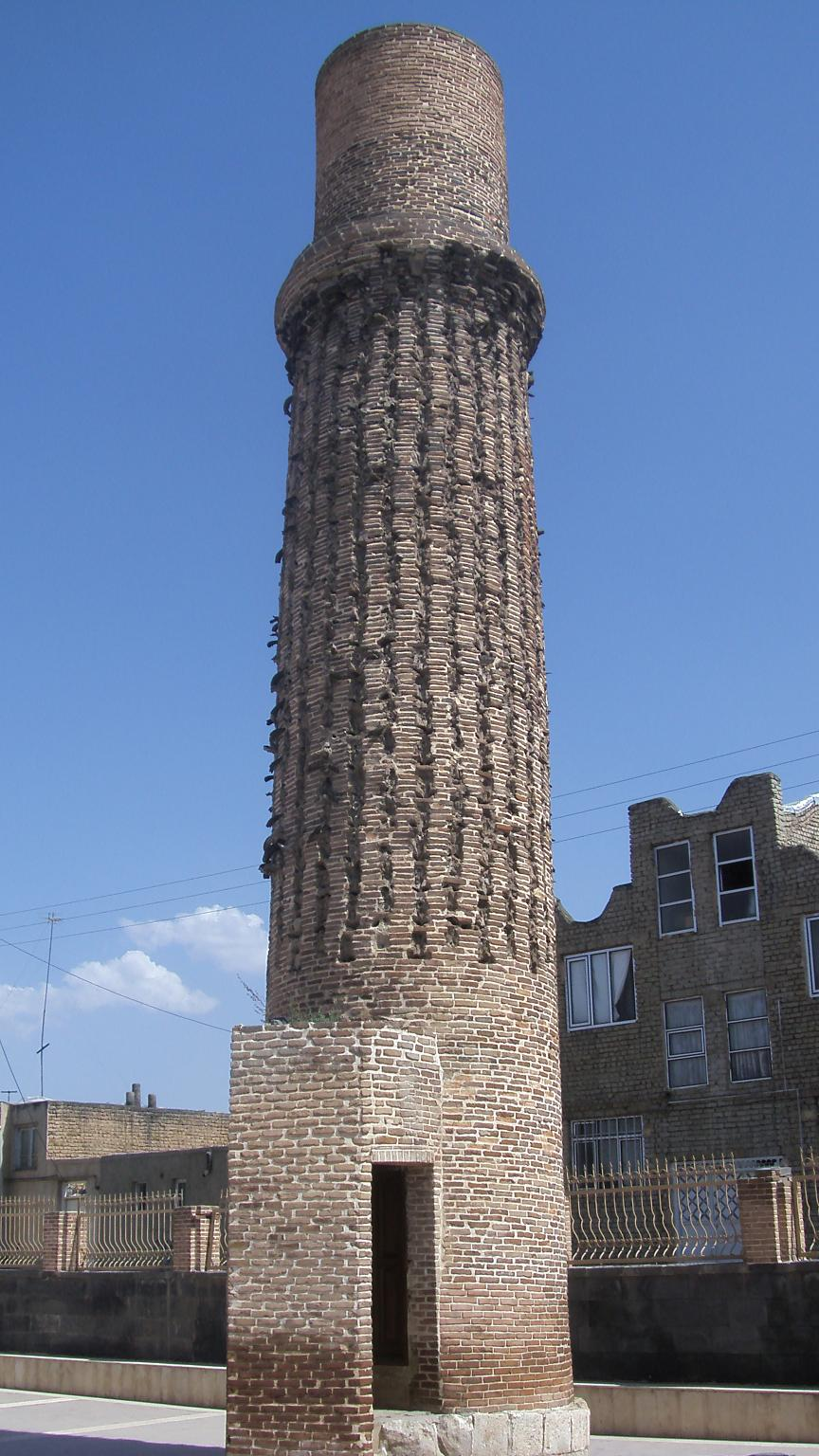
منار شمس
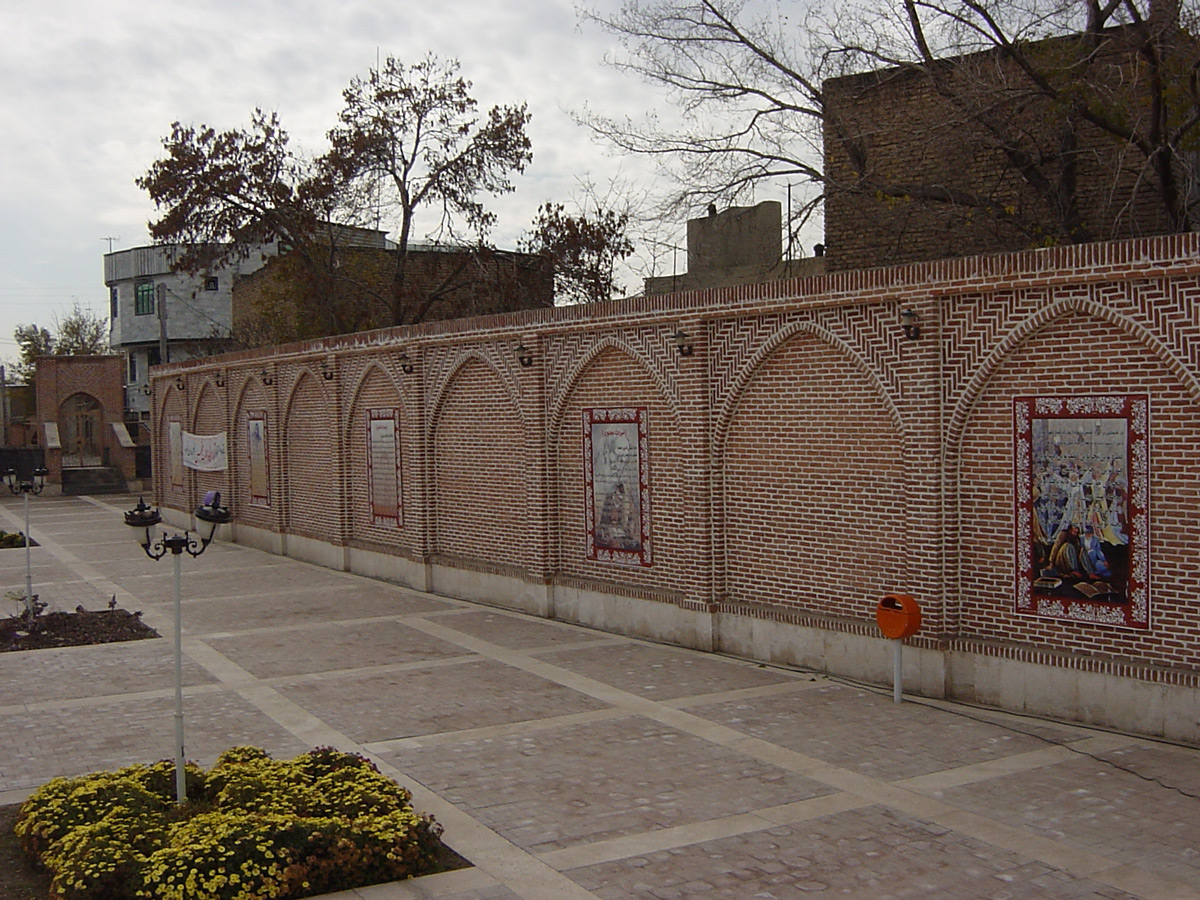
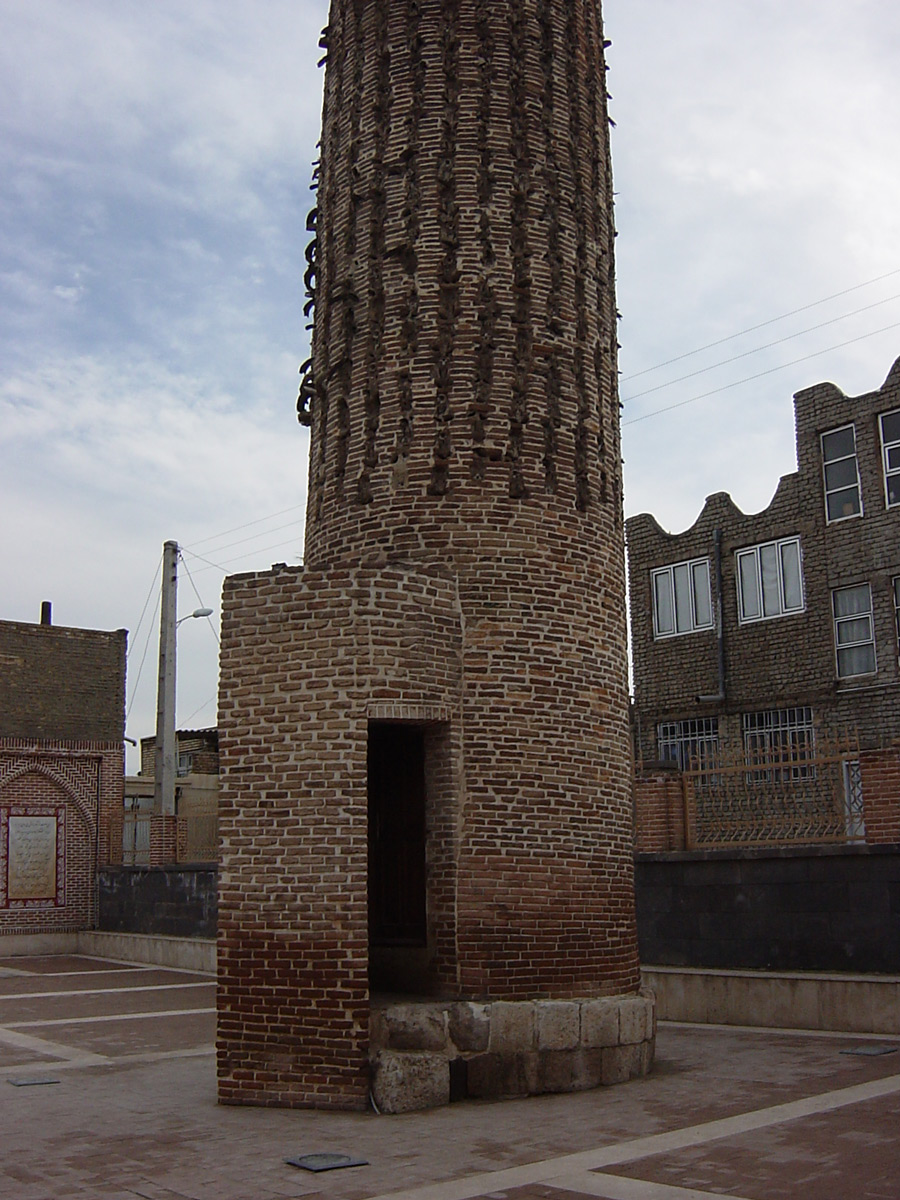
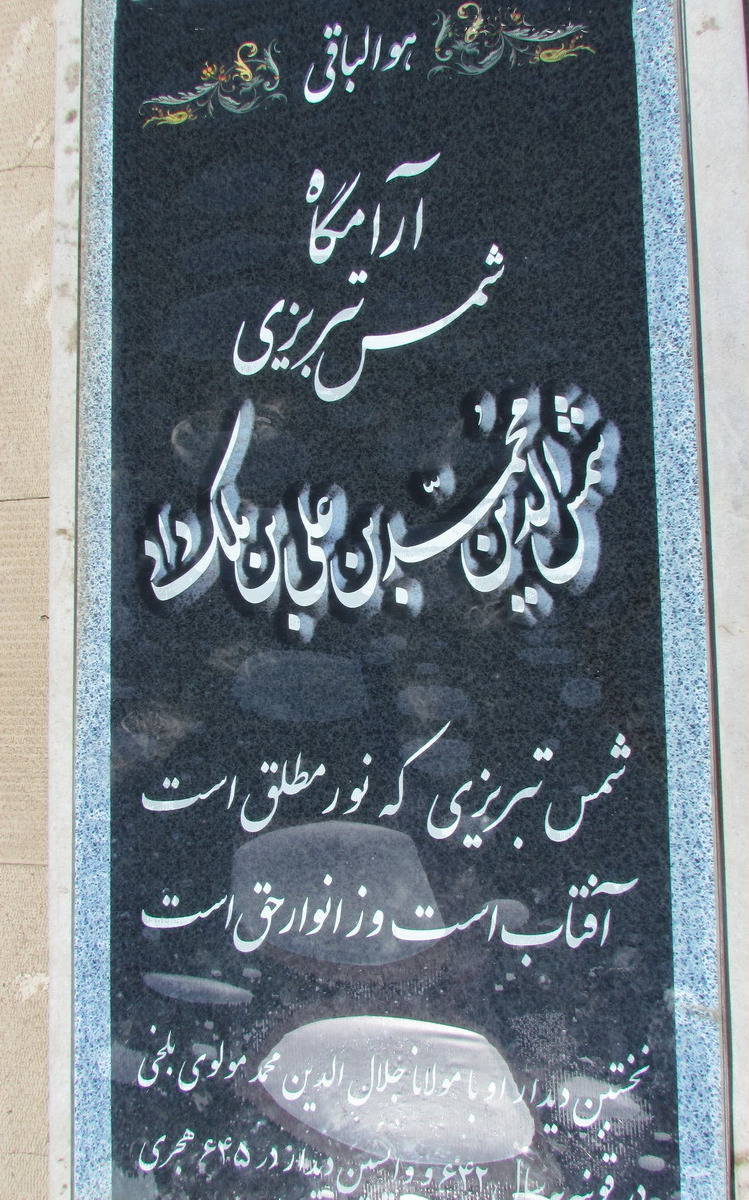
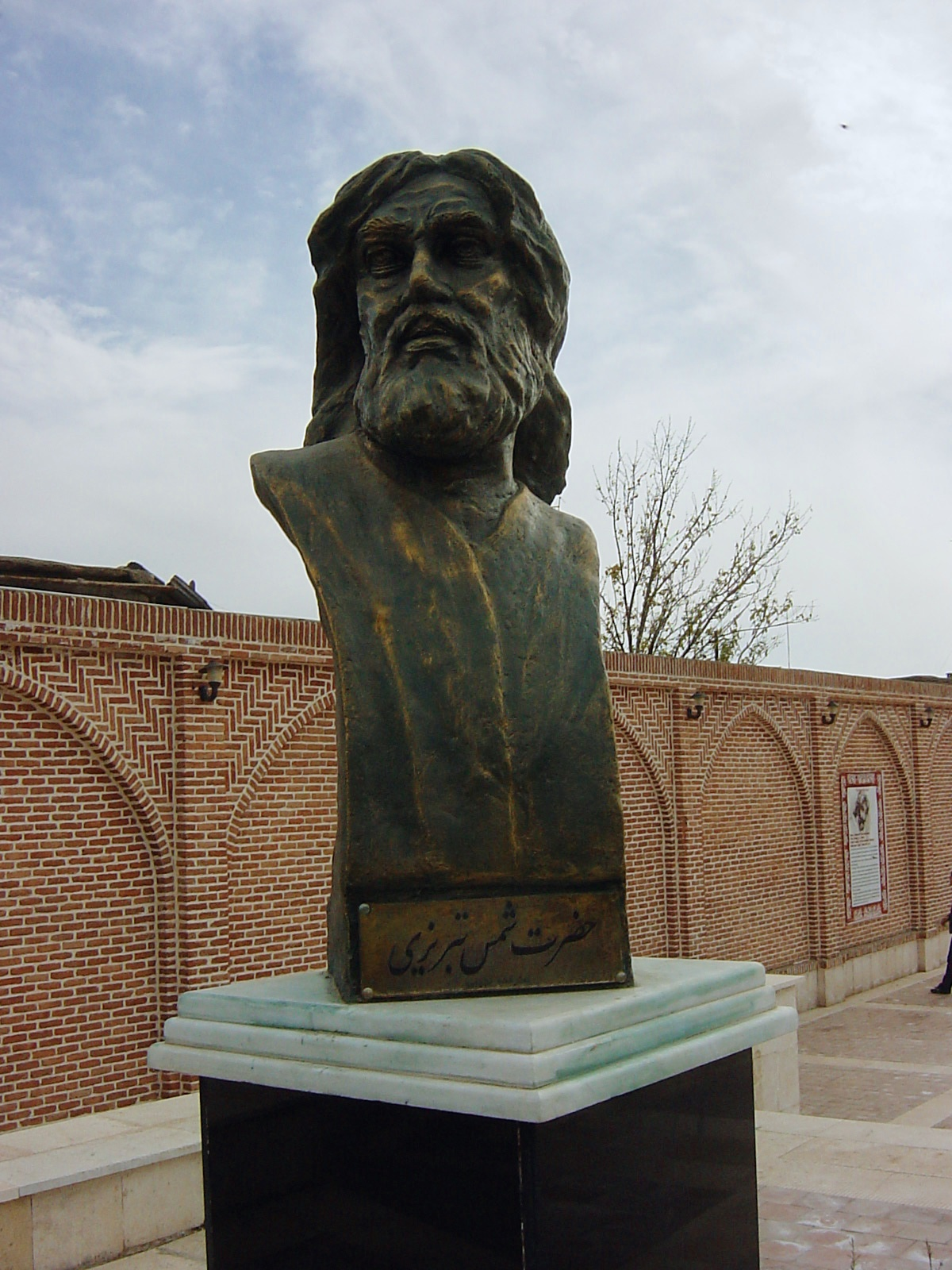
سردیس شمس تبریزی
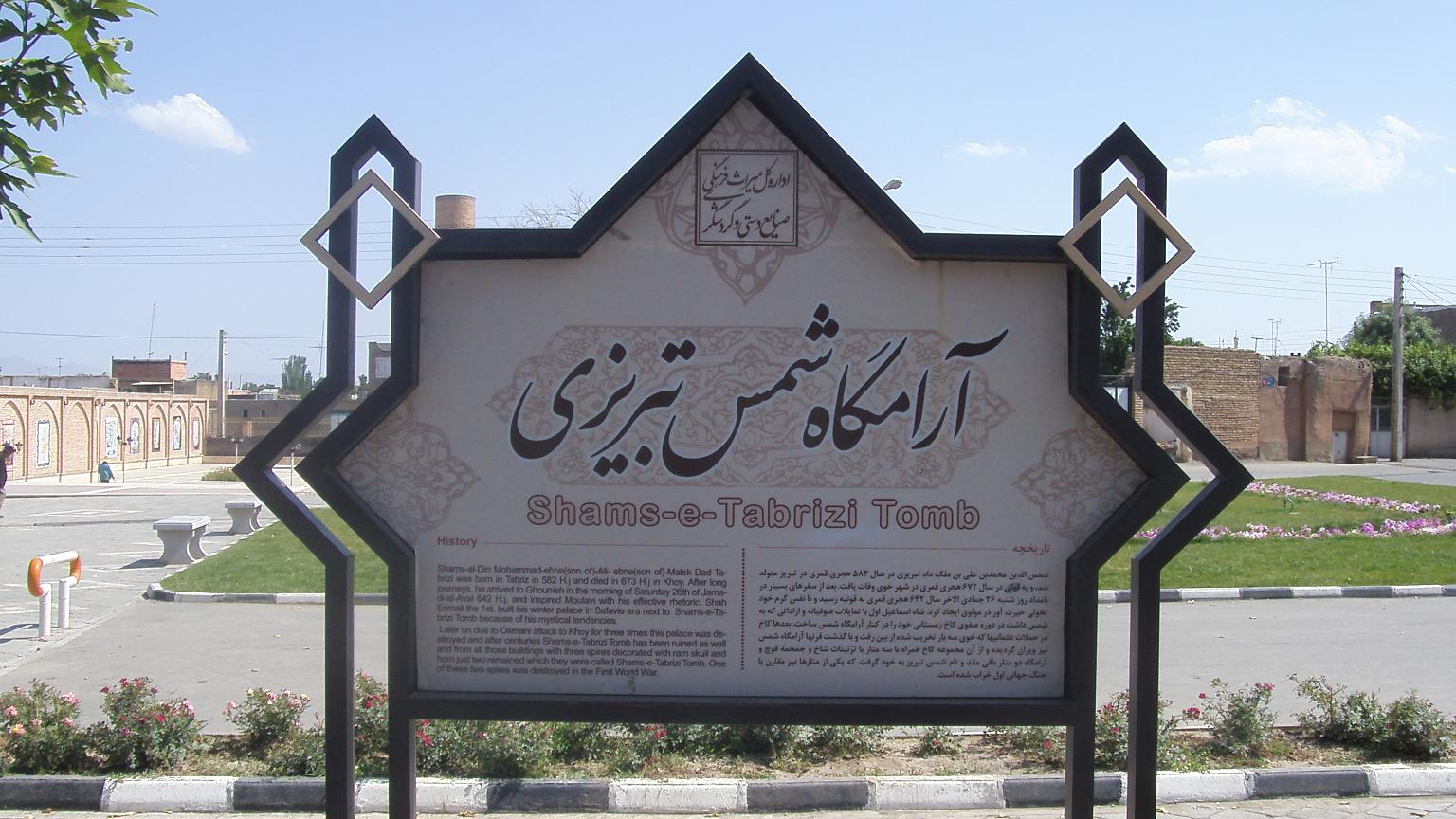
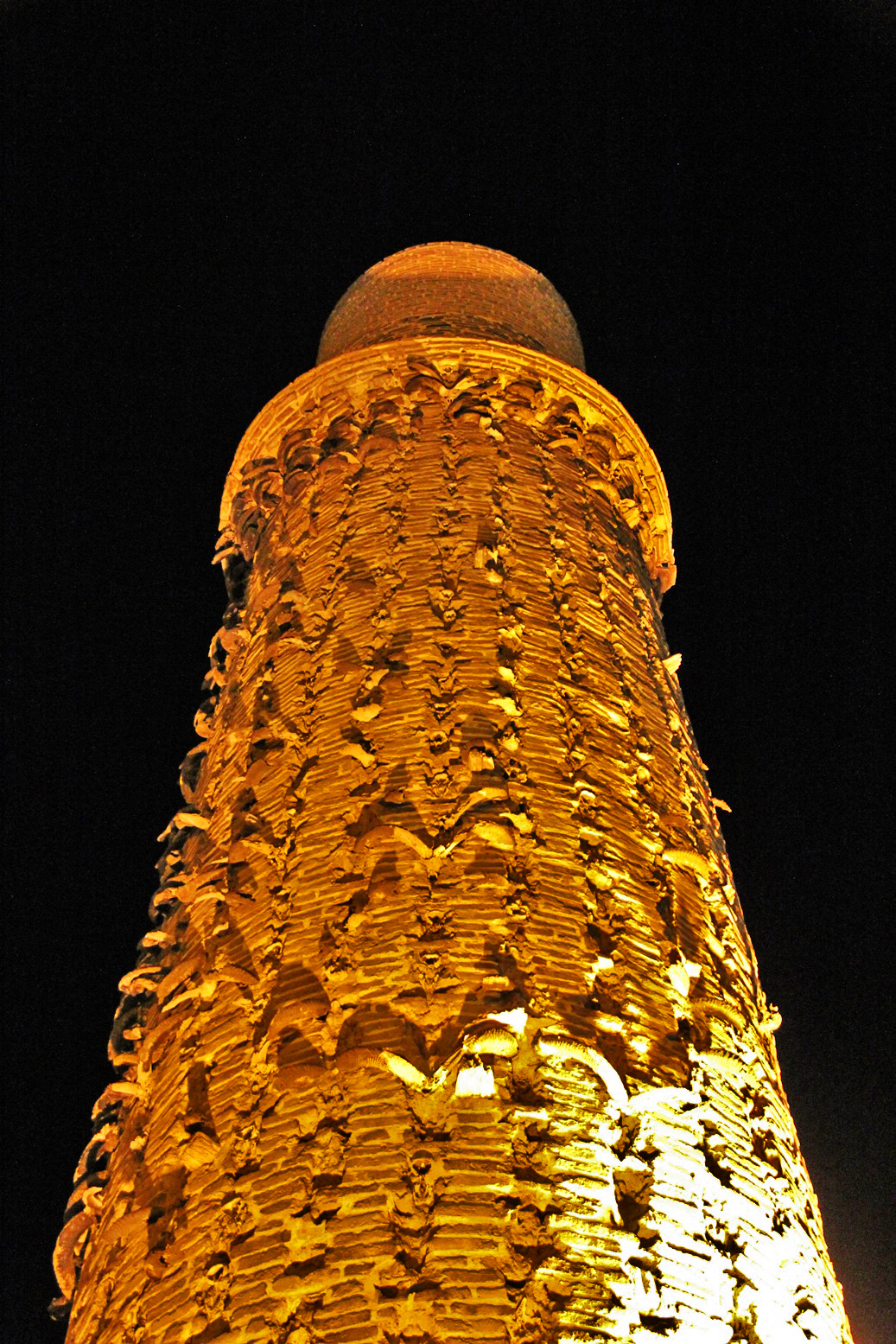
منار در شب
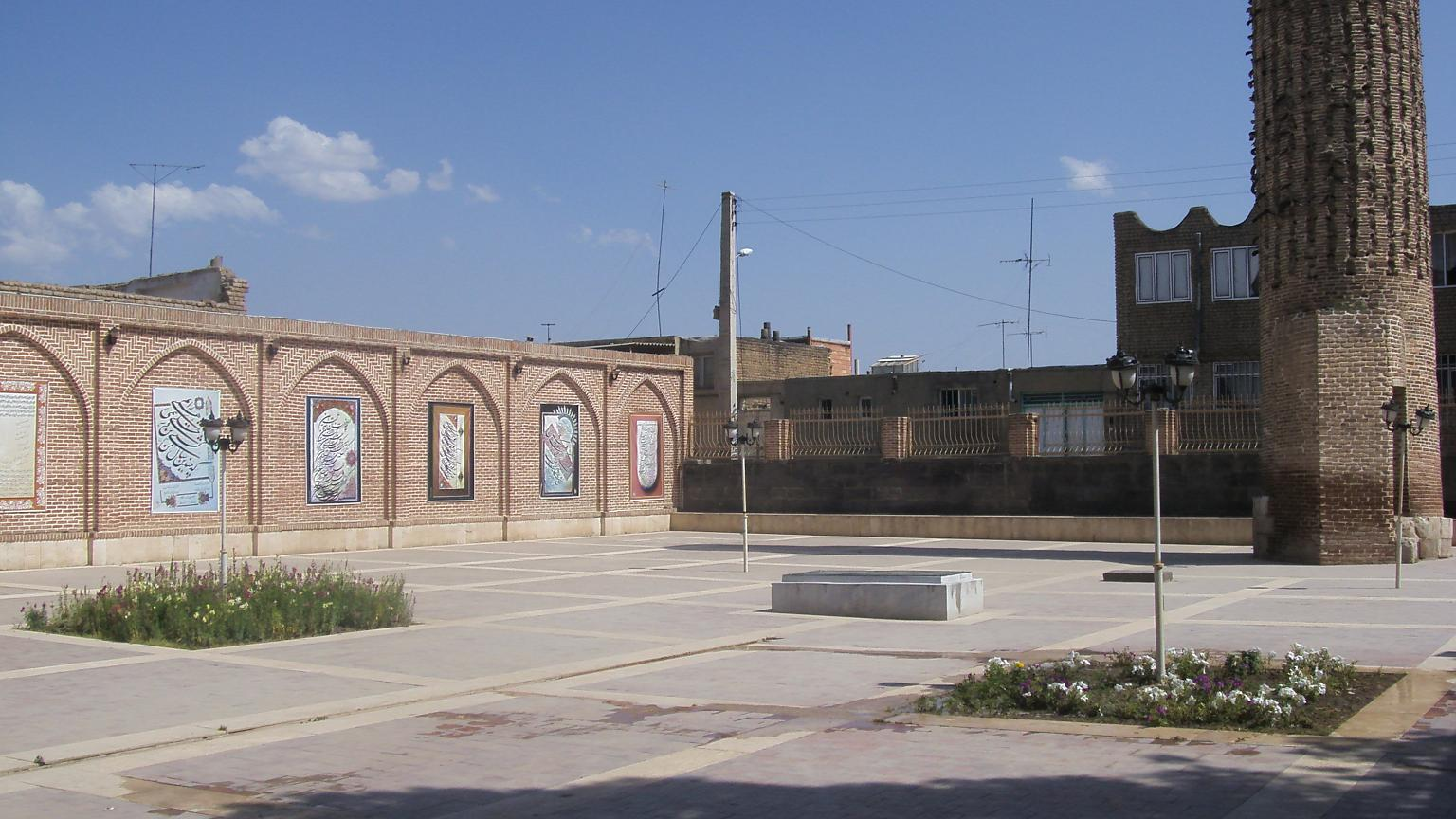
صحن آرامگاه
سند تاریخی مزار شمس درخوی -کتابخانه عمومی چوروم ترکیه